# 奇罗
奇罗（義大利語：Cirò），是意大利克罗托内省的一个市镇。总面积70平方公里，人口3244人，人口密度46.3人/平方公里（2009年）。